# Horvátlövő
Horvátlövő (horvátul: Hrvatske Šice, németül: Kroatisch Schützen) község Vas vármegyében, a Szombathelyi járásban.

## Fekvése
Szombathelytől mintegy 15 kilométerre délnyugatra fekszik, a Pinka bal partján, közvetlenül az osztrák határ mellett.
A szomszédos települések: észak felől Vaskeresztes, kelet felől Nárai, dél felől pedig Pornóapáti; nyugat felől a már Ausztriához tartozó Németlövő (Deutsch-Schützen) határolja.

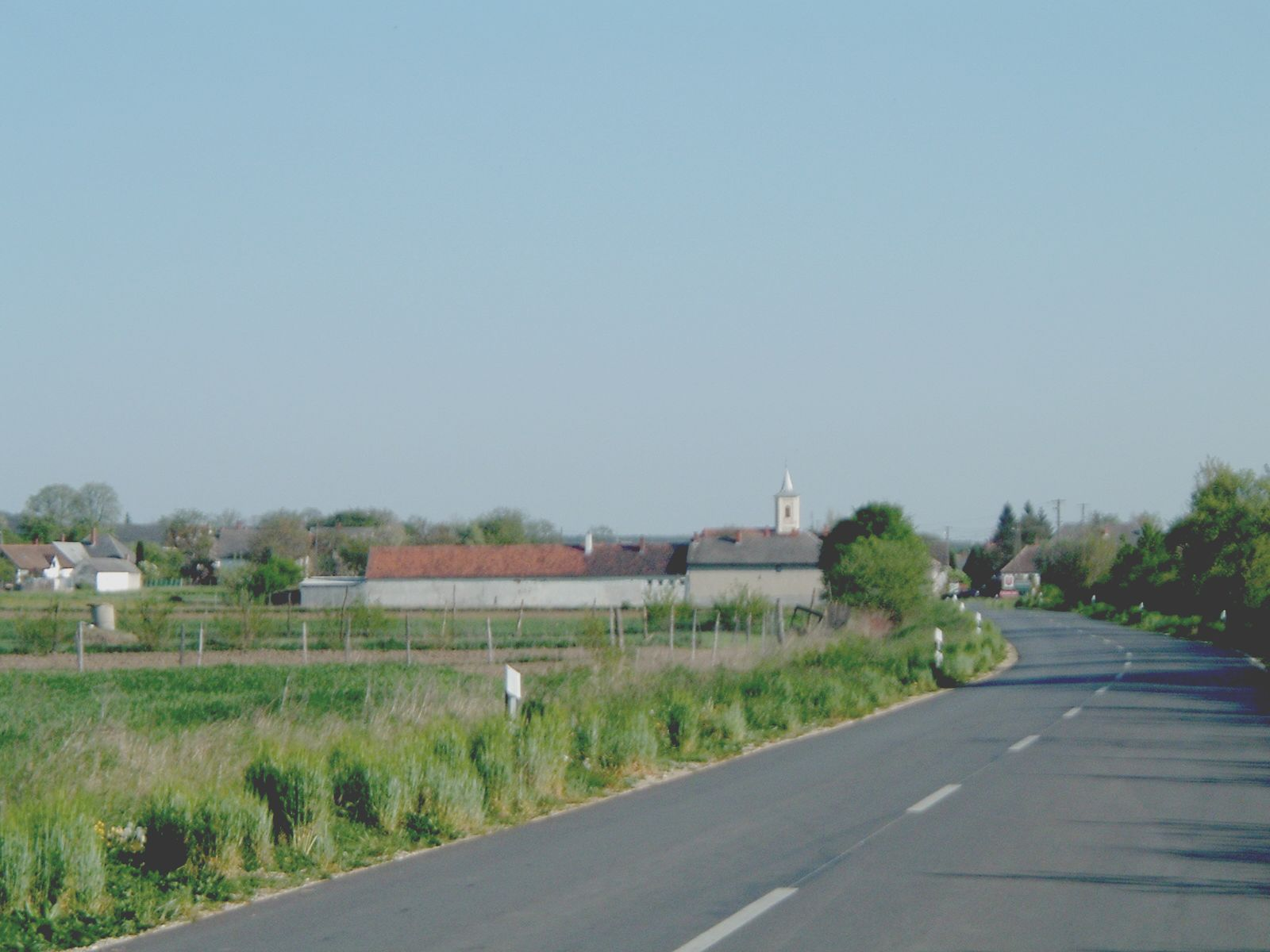
Horvátlövő látképe északról

### Megközelítése
Csak közúton érhető el, a Pornóapáti-Bucsu közt húzódó 8714-es úton. Az ország távolabbi részei felől a legegyszerűbben a Szombathelytől induló 89-es főúton közelíthető meg, bucsui letéréssel, vagy a 86-os főútról Újperintnél letérve, Nárai-Pornóapáti érintésével, a 8707-es, majd a 8713-as s végül a 8714-es úton.

## Nevének eredete
Neve arra utal, hogy egykor határőrző íjászok faluja volt, nevének előtagját horvát lakosságáról kapta.

## Története
A honfoglalás után királyaink a nyugati gyepűk védelmére határőröket telepítettek ide. A 15. században az Erdődy család birtoka. Eredeti lakossága valószínűleg 1532-ben semmisült meg, amikor a Kőszeget ostromló török a környék falvait elpusztította. Helyükre birtokosai délről horvátokat telepítettek a Pinkamentére. Horvátlövőre ekkor 14 horvát családot telepítettek. 1548-ban Thotsiczen néven említik (német: schütze = lövész). Eredetileg valószínűleg Kislövőnek hívták, majd a 16. században Tótlövő, ezután Horvátlövő lett a neve. 1592-ben a Zrínyi család újabb horvát családokat telepített le a faluban, akik ma is sajátos, ún. gradišćei nyelv-et beszélnek, amit Ausztriában burgenlandi horvát nyelv-nek mondanak. 1613-ban Horvát Sicz alakban említik, ekkor 38 jobbágycsalád élt a településen. 1715-ben a szomszédos Németlövő horvát lakosságát telepítették át ide, az itteni németeket pedig Németlövőre költöztették. Ezután a községben 32 paraszti és 26 zsellérportát számláltak. 1787-ben 293 lakos élt a faluban. A település lakosságából 75 ma is horvát nemzetiségű.
Fényes Elek szerint "Horvát-Schücz, horvát falu, Vas vmegyében, a Pinka völgyében, 314 kath. lak. jó réttel, erdővel. F. u. Erdődy. Ut. p. Szombathely."
Magyarország vármegyéi és városai Vas megyéről szóló kötetében "Horvát-Lő lakosainak száma 418, a kik r. kath. vallásúak. A községet, melynek 58 háza van, vegyesen németek és horvátok lakják. Postája Német-Keresztes, távírója Szombathely. Birtokos gróf Erdődy György."
1910-ben 397, túlnyomóan horvát lakosa volt, Vas vármegye Szombathelyi járásához tartozott.
A községet a trianoni békeszerződés Ausztriának ítélte, a lakosság tiltakozása miatt 1923. január 10-én a környező határmenti községekkel együtt visszacsatolták Magyarországhoz, (ld. még soproni népszavazás).
Önkéntes tűzoltósága 1893-ban alakult, első szerháza 1899-1900 között épült.
A községet az országhatár 1949-ben történt lezárásáig kishatárforgalmi átkelőhely kötötte össze Németlövővel.
Határőr laktanyája 1956-1957, a termelőszövetkezeti major épületegyüttese 1961-1963, kultúrháza 1964-1966 között épült. Orvosi rendelőjét és önkormányzati hivatalát 1999-ben avatták.
2003-ban adták át a szomszédos Pornóapátival együtt megvalósított szennyvíz-csatorna hálózatot. 2005-ben a falutól délre elkészült a Németlövőre menő út magyar szakasza. 2007-ben a Schengeni egyezményhez való csatlakozással a határok megnyíltak, majd 2009-ben a osztrák oldalon is elkészültek a kapcsolódó útépítések.

### Igazgatási változásai
1922-ig a németlövői, 1923-1950-ig a pornóapáti körjegyzőséghez tartozott, 1950. október 28-tól 1966. szeptember 30-ig önálló közigazgatása volt, ezután 1970. június 30-ig a pornóapáti, majd 1990. december 31-ig a felsőcsatári közös tanács társközsége lett. 1991. január 1-jétől önkormányzat irányítja, és ismét a Pornóapáti Körjegyzőséghez tartozik.

## Közélete

### Polgármesterei
- 1990–1994: Kovács László (független)[9]
- 1994–1998: Kovács László (független)[10]
- 1998–2002: Kovács László (független horvát kisebbségi)[11]
- 2002–2006: Kovács László (független horvát kisebbségi)[12]
- 2006–2010: Kovács László András (független)[13]
- 2010–2014: Kovács László András (független)[14]
- 2014–2019: Bugnits Vilmos (független)[15]
- 2019–2024: Bugnits Vilmos (független)[16]
- 2024– : Bugnits Vilmos (független)[1]

## Népesség
A település népességének változása:
| Lakosok száma | 198  | 193  | 190  | 217  | 191  | 214  | 186  |
|               | 2013 | 2014 | 2015 | 2021 | 2022 | 2023 | 2024 |

A 2011-es népszámlálás során a lakosok 77,9%-a magyarnak, 57,9% horvátnak, 7,9% németnek mondta magát (20% nem nyilatkozott; a kettős identitások miatt a végösszeg nagyobb lehet 100%-nál). A vallási megoszlás a következő volt: római katolikus 83,2%, görögkatolikus 0,5%, felekezet nélküli 3,2% (12,6% nem nyilatkozott).
2022-ben a lakosság 82,7%-a vallotta magát magyarnak, 36,1% horvátnak, 4,2% németnek, 1,6% szerbnek, 1% románnak, 0,5% ukránnak, 2,6% egyéb, nem hazai nemzetiségűnek (13,6% nem nyilatkozott; a kettős identitások miatt a végösszeg nagyobb lehet 100%-nál). Vallásuk szerint 60,7% volt római katolikus, 1% egyéb katolikus (38,2% nem válaszolt).

## Nevezetességei
- Szent Anna tiszteletére szentelt római katolikus temploma 1796 és 1798 között épült barokk stílusban. Később klasszicista stílusban építették át. Tornya 1836-ban épült, 1864-ben bővítették.
- Pisztrángos a Pinkán[19]